# Eugen Gaus
Eugen Gaus (* 28. April 1850 in Fridingen an der Donau; † 30. April 1934 in Heidenheim an der Brenz) war ein heimatkundlich engagierter Lehrer und Ehrenbürger der Stadt Heidenheim an der Brenz.

## Leben und Wirken

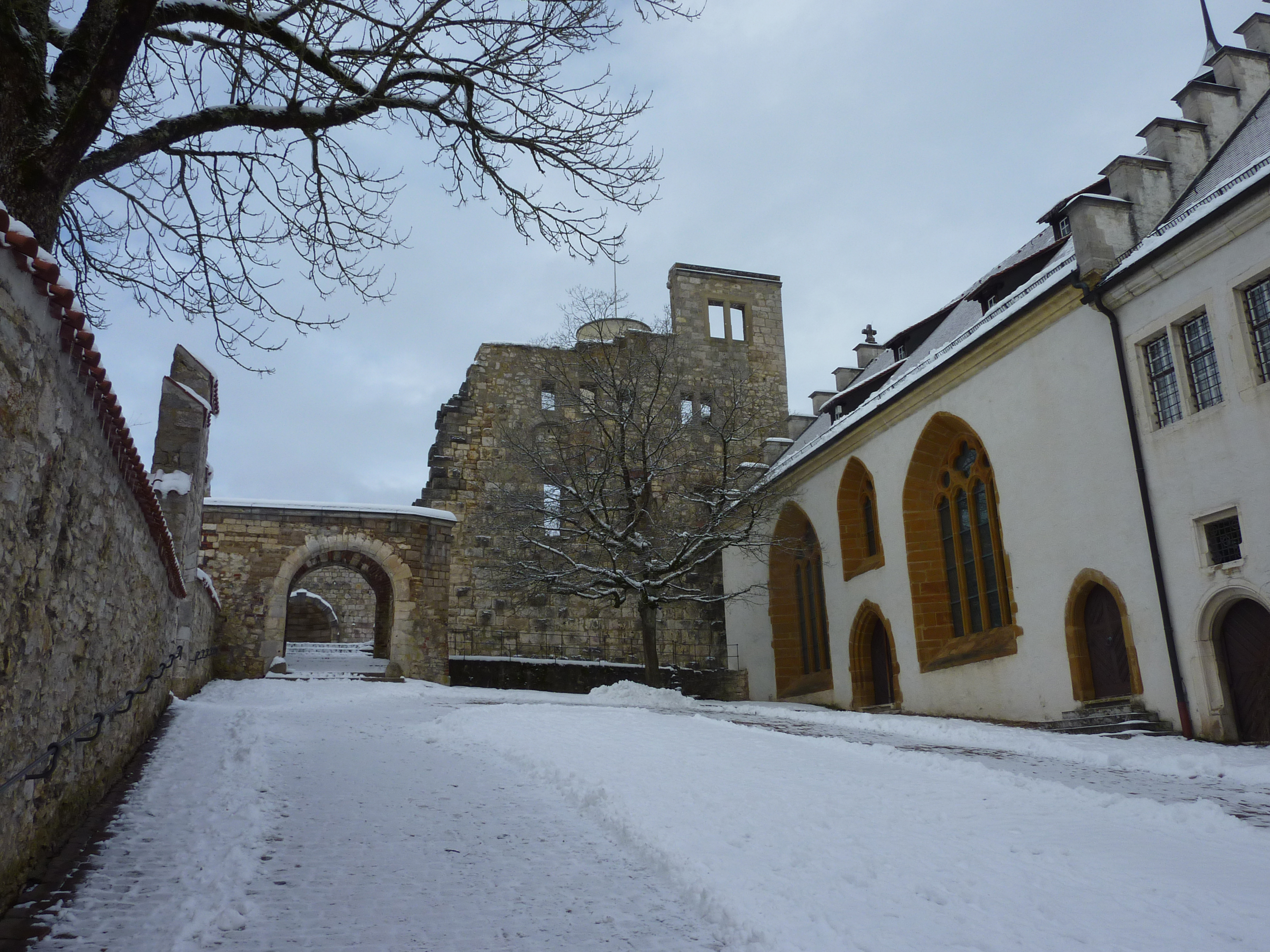
Rechts der Eingang zum Heidenheimer Heimatmuseum auf Schloss Hellenstein, das Eugen Gaus maßgeblich gegründet hat und mit eigenen geologischen und archäologischen Exponaten bestückte

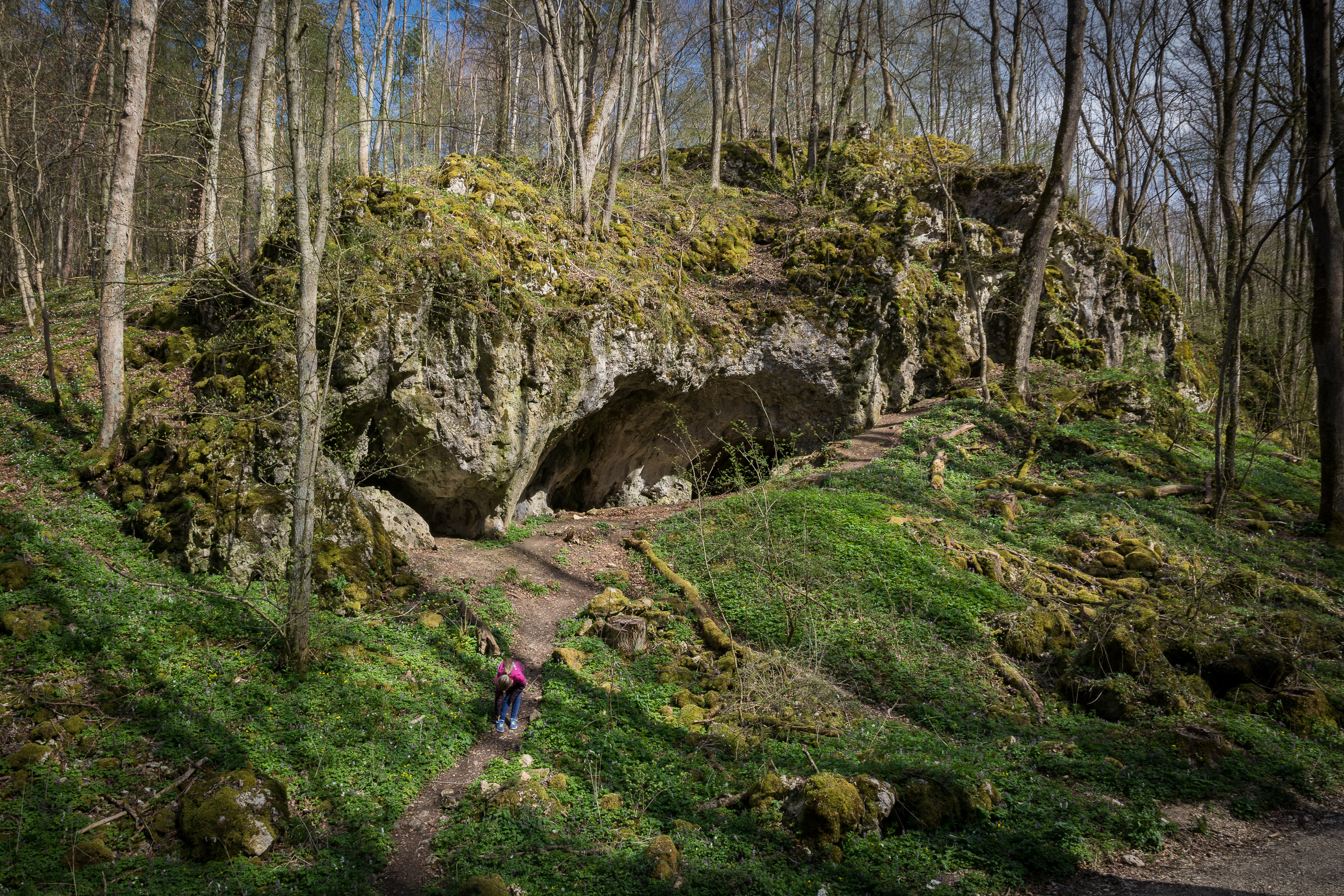
An und in der Spitzbubenhöhle betätigte sich Eugen Gaus bis 1930 als Ausgräber eines steinzeitlichen Siedlungsplatzes

Nach Ende seiner Studienzeit, in der er 1868 Mitglied der Stuttgarter Burschenschaft Ghibellinia wurde, wurde Gaus 1872 Lehrer in Weil der Stadt. 1879 wurde er zum Rektor der Realschule Ehingen an der Donau bestellt. Sowohl bedeutsame Ausgrabungen und Forschungen auf dem Gebiet der Heimat- und Altertumskunde als auch geologische Forschungen, denen das Zementwerk Ehingen seine Entstehung verdankt, sind Folgen seiner Ehinger Zeit.
All diese Arbeit setzte er in Heidenheim an der Brenz fort, wohin er 1897 übersiedelte. Eugen Gaus sammelte Altertümer und gründete am 1. Oktober 1901 das Heimatmuseum in einem Gebäudeteil von Schloss Hellenstein. Mittels einer Eingabe an die Königlich Württembergische Domänendirektion hatte er bewirkt, dass in der historischen Schlosskirche von Schloss Hellenstein dauerhaft eine Sammlung von heimatkundlichen und kulturhistorischen Gegenständen eingerichtet werden durfte.
Forschungen vor allem in der römisch-alemannischen Epoche gesellten sich zu geologischen Forschungen im Steinheimer Becken, im Nattheimer Korallengebiet und im Nördlinger Ries. Bis 1930 betätigte sich Eugen Gaus auch archäologisch, indem er die Spitzbubenhöhle im Süden des Eselsburger Tales ausgrub.
Das Hellenstein-Gymnasium, wo Professor Eugen Gaus bis 1919 Pädagoge war, hatte in ihm eine anerkannte Lehrkraft.
Forschungen von Eugen Gaus führten auch zur Entdeckung des Mergelvorkommens in Mergelstetten. Eugen Gaus war in verschiedensten Vereinen tätig; unter anderem war er Vorstand des Heimat- und Altertumsvereins und des Verschönerungsvereins, über zwanzig Jahre hinweg auch Gauobmann des Schwäbischen Albvereins und Vorstand der Volkskunstvereinigung. Am 30. April 1934 starb Eugen Gaus in Heidenheim.

## Auszeichnungen und Ehrungen
Neben mancherlei Auszeichnungen und Ehrungen wurde Eugen Gaus 1904 die Goldene Medaille für Kunst und Wissenschaft verliehen. Am 16. August 1922 wurde er Ehrenbürger der Stadt Heidenheim.
Im April 1927 wurde im Schlosshof auf dem Hellenstein eine Eugen-Gaus-Eiche gepflanzt. Zwei Jahre später, noch zu seinen Lebzeiten, wurde eine Straße in Heidenheim nach ihm benannt. Auch für die Eugen-Gaus-Realschule in Heidenheim ist er bis heute der Namengeber. Das Ehrengrab befindet sich auf dem Totenberg-Friedhof von Heidenheim nahe der Peterskapelle.

## Werke (Auswahl)
- Flora des Oberamtsbezirks Ehingen und die geognostischen Verhältnisse von Ehingen und Umgebung : nebst geognostischer Übersichtskarte des Oberamtsbezirks. Feger, Ehingen a. D. 1883.
- Einiges von den Burgen des Oberamts Heidenheim. Nübling, Ulm 1904.
- Führer durch Heidenheim und seine Umgebung. Selbstverlag, Heidenheim 1906.
- General Johann Jakob v. Wunsch: ein Gedenkblatt für die Heidenheimer Jugend. Härlen, Heidenheim a. Brz. 1917.
- Erinnerungs-Schrift an Heinrich Voelter Papierfabrikant von Heidenheim a. Brenz zum 100. Geburtstag 1. Januar 1917. Glaser & Sulz, Stuttgart 1917.
- Tobias Wagner, geboren zu Heidenheim am 21. Februar 1598: Kanzler der Universität Tübingen von 1662–1680. Heidenheim an der Brenz1920.
- Heidenheim und seine Umgebung. Rees, Heidenheim a. d. Brenz 1922.
- Schloß Hellenstein. In: Schwäbisches Heimatbuch (1929), S. 5–13.